# Château de la Marbellière
Le château de la Marbellière est un château situé à Joué-lès-Tours (Indre-et-Loire) et inscrit aux monuments historiques le 6 mars 1947.

## Histoire
En 1512, le fief est propriété de Patry de Coningham, puis, en 1596, de Gabriel de Coningham. Il appartient par la suite à la famille Rogier. Jean Rogier est maire de Tours en  1608 ; sa fille, Louise Rogier de La Marbellière, dite Louise Roger, devient la maîtresse de Gaston de France, dont elle a un fils bâtard, Louis d'Orléans, comte de Charny.